# Regenerativeffekt
Unter Regenerativeffekt oder Rattern versteht man beim Zerspanen mit Werkzeugmaschinen das Schwingen des Werkzeuges durch selbsterregte Schwingungen. Er tritt bei vielen Zerspanvorgängen auf, wie etwa beim Drehen oder Fräsen. 
Beim Betrieb von Werkzeugmaschinen werden Schwingungen erzeugt. Diese Schwingungen werden unterteilt in selbsterregte Schwingungen und fremderregte Schwingungen. Der Regenerativeffekt zählt zu den selbsterregten Schwingungen und bewirkt an der Maschine eine Schwingung nahe der Eigenfrequenz der Maschine und eine Schwingungsform, die annähernd der Eigenschwingungsform entspricht.
Beim ersten Kontakt eines Werkzeuges mit dem Werkstück wird durch einen Impuls oder Schlag die Maschine in Schwingungen versetzt und es entsteht, da nun das Werkzeug im Eingriff ist, eine Welligkeit auf der bearbeiteten Oberfläche. Nach einer bestimmten Laufzeit, der sog. Totzeit, kehrt diese Welligkeit wieder zur Zerspanzone zurück und erzeugt einen erneuten Impuls. Dieses führt zu einer erneuten Anregung der Maschine, sodass erneut Welligkeiten auf der Oberfläche entstehen. Reicht die Systemdämpfung nicht aus, um diesen Vorgang zu beruhigen, so ist der Zerspanprozess instabil.
Ein Maß für die Instabilität ist die Grenzspanungsbreite, bei der sich der Übergang vom stabilen zum instabilen Zerspanungsprozess vollzieht.